# Rutger Åberg
Carl Rutger Åberg, född den 18 december 1863 i Långelanda församling, Göteborgs och Bohus län, död den 28 december 1943 i Stockholm, var en svensk jurist.
Åberg avlade juris kandidatexamen vid Uppsala universitet 1890. Han blev assessor i Göta hovrätt 1902 och revisionssekreterare 1906. Åberg var häradshövding i Hallands läns norra domsaga 1907–1930. Han var stadsfullmäktiges i Kungsbacka ordförande 1910–1922. Åberg blev riddare av Nordstjärneorden 1907 och kommendör av andra klassen av samma orden 1924. Han är gravsatt i Gustav Vasa kyrkas kolumbarium i Stockholm.